# Oldrões
Oldrões é uma povoação portuguesa sede da Freguesia de Oldrões do Município de Penafiel, freguesia com 5,33 km² de área e 1954 habitantes (censo de 2021), tendo, por isso, uma densidade populacional de 366,6 hab./km².
Além da sede, Calçada, Real de Cima, Bodelos, Padim e Sete Pedras são lugares pertencentes à Freguesia de Oldrões. 
Um local de interesse histórico é o Castro Monte Mozinho com vestígios da época romana.
Oldrões parece vir do baixo-latim [Villa] Uldilanis, "a quinta de Uldo", através do latim medieval Oletrianos. Tem a variante Oldrãos.[carece de fontes?]

## Demografia
A população registada nos censos foi:
| Distribuição da População por Grupos Etários | Distribuição da População por Grupos Etários | Distribuição da População por Grupos Etários | Distribuição da População por Grupos Etários | Distribuição da População por Grupos Etários |
| -------------------------------------------- | -------------------------------------------- | -------------------------------------------- | -------------------------------------------- | -------------------------------------------- |
| Ano                                          | 0-14 Anos                                    | 15-24 Anos                                   | 25-64 Anos                                   | > 65 Anos                                    |
| 2001                                         | 453                                          | 361                                          | 1026                                         | 188                                          |
| 2011                                         | 416                                          | 268                                          | 1097                                         | 223                                          |
| 2021                                         | 285                                          | 289                                          | 1083                                         | 297                                          |

## Património
- Castro de Monte Mozinho ou Cidade Morta de Penafiel
- Castelo Penhafidélis ou Monte do Castelo
- Igreja de Santo Estêvão, atualmente utilizada para cerimónias fúnebres
- Igreja Matriz Santo Estêvão de Oldrões

### Quinta do Reguengo
É um antigo reguengo que pertencia aos mais altos nobres da região. Trata-se de uma enorme propriedade com um palacete principal e outras casas anexadas. Nunca foi concluída a sua construção, logo também nunca foi habitada. Pode ser visitada, apesar do seu estado degradado. Situa-se em plena rua do Reguengo no lugar das sete pedras, perto do Castelo de Penafiel (Castelo de Penhafidélis).

## Desporto
A Junta de Freguesia de Oldrões é altamente adepta e defensora de desporto, patrocinando e incentivando, assim, qualquer atividade, seja Karaté, futebol, concentrações, atletismo, entre outros.
Existem duas equipas de Futebol: Guimarães e Vila Nova (GVN) e o Futebol Clube da Calçada.  Apesar da proximidade dos campos, as sedes localizam-se estrategicamente afastadas na Rua de Vila Nova e Rua da Calçada, respetivamente. Os campos localizam-se em Rua do Castelo (GVN) e Rua de Penhafidélis (FCC).
Existe também o Clube Columbófilo de Oldrões, motivo de orgulho do nosso local, visto que é uma associação que arrecada vários prémios e títulos.

## Entretenimento
O GATO (Grupo de Artes e Teatro de Oldrões), a GATUNA (Tuna Musical de Oldrões) e o ACJM (Associação Cultural e Juvenil do Mózinho) são grupos e associações pertencentes à freguesia de Oldrões. Nas anuais Feiras de Artesanato, ou em qualquer outra romaria, é possível encontrá-los a divertir o ambiente. A população pode-se informar mais acerca deste grupo, adquirindo o trimestral "O Latronense", um jornal local que realiza entrevistas, dá a conhecer ao público ideias inovadoras e, até, dicas e, claro, humor.

## Heráldica
Publicada no Diário da República, III Série de 08 de Fevereiro 2000:
Brasão – escudo de prata, um pano de muralha não ameiado, de negro, lavrado de prata, firmado nos flancos, encimado por duas palmas de verde com os pés passados em aspa e atados de vermelho; em campanha, um cacho de uvas de púrpura, folhado de verde. Coroa mural de prata de três torres. Listel branco com a legenda a negro: «OLDRÕES – PENAFIEL».
Bandeira – de vermelho. Cordão e borlas de prata e vermelho. Haste e lança de ouro.
Selo – nos termos da Lei, com a legenda: «Junta de Freguesia de Oldrões – Penafiel».